# Diccionario del español del Uruguay
El Diccionario del español del Uruguay, conocido también por sus siglas DEU, es un diccionario del idioma español en su variedad uruguaya. Fue editado en octubre de 2011 por la Academia Nacional de Letras de Uruguay. Su presentación se enmarcó en los festejos del bicentenario de Uruguay.

## Contenido: naturaleza de los lemas
En 9117 entradas y con un total de 14 057 acepciones, el DEU recoge voces y unidades pluriverbales, tanto sean de uso extendido en todo el Uruguay como aquellas propias de alguna región o subgrupo de la comunidad. Se incluyen:
- términos procedentes del español general, pero con significado nuevo (ablandar ‘hacer que un vehículo con motor nuevo o recién rectificado marche a una velocidad moderada y constante, para que sus piezas terminen de ajustarse’);
- derivados que tienen uso exclusivamente regional (laciar ‘someter el cabello crespo a un tratamiento para que quede lacio’);
- préstamos de lenguas autóctonas de América (gualicho, del mapuche hualicho ‘maleficio’) o de otras lenguas (feijoada, del portugués, ‘comida preparada con porotos secos en caldo, con carne de cerdo y de vaca, que suele acompañarse con arroz’);
- arcaísmos del español peninsular que conservan vigencia en el Uruguay (viaraza ‘cambio repentino en el carácter de una persona’);
- variantes de términos de origen patrimonial o regional (embriague ‘embrague’);
- lexicalizaciones de nombres propios (alexánder ‘trago preparado con coñac, licor de cacao y crema de leche’), marcas comerciales (champión, de Champion ®, ‘calzado deportivo’), siglas (iva, de Impuesto al valor agregado ‘impuesto que grava los bienes de consumo de la población’) y acrónimos (disán, sincretismo de disolvente y Ancap);
- gentilicios (sabalero ‘natural de la ciudad de Juan Lacaze’);
- diminutivos o aumentativos de sustantivos y adjetivos que han alcanzado un significado peculiar (palillo ‘pinza para sostener la ropa tendida’).

Entre las unidades pluriverbales, el DEU recoge:
- formas complejas y colocaciones, constituidas por estructuras estables sin sentido metafórico y que no admiten intercambio de sus elementos (régimen de facto ‘gobierno impuesto al margen del orden jurídico’; talle bajo ‘ajuste del vestido femenino por debajo de la cintura’);
- locuciones formadas por combinaciones lexicalizadas o semilexicalizadas de dos o más palabras, con significado diferente al de la suma de sus componentes y que desempeñan función sintáctica (en una buena ‘con buena intención’; llenar la canasta ‘en algunos deportes, ganar por una gran diferencia de tantos’);
- frases, entendidas como expresiones independientes, de estructura inalterada y sin sentido figurado, que no desempeñan funciones sintácticas en la oración (entre bueyes no hay cornadas ‘fórmula con la que se alude a la lealtad que se deben personas de similar condición, profesión u oficio’);
- refranes (barco parado no gana flete ‘expresión con que se advierte que quien no se esfuerza no obtiene beneficios’).